# Daniel Martin Moser
Daniel Martin Moser ist ein Schweizer Biologe. Sein offizielles botanisches Autorenkürzel lautet „D.M.Moser“.
Er arbeitete für die schweizerische Eidgenossenschaft an der „Roten Liste der gefährdeten Farn- und Blütenpflanzen der Schweiz“, ist zuständig für den Artenschutz am botanischen Garten Bern und trug massgeblich zur Wiederentdeckung der als verschollen gegoltenen Didiers Tulpe am Schlosshügel in Sitten, Wallis bei. Er ist Biologielehrer am Gymnasium Neufeld in Bern, an welchem er auch als Prorektor der Abteilung „Mathematik und Naturwissenschaften“ tätig ist. Moser setzt sich ausserdem für den Arten- und Umweltschutz in der Schweiz – im Speziellen der Region Bern – ein und ist Mitautor der Flora alpina, einem Pflanzenatlas des gesamten alpinen Raumes.
Moser war Vorstandsmitglied der Naturforschenden Gesellschaft Bern und der Schweizerischen Kommission für die Erhaltung von Wildpflanzen SKEW.

## Veröffentlichungen
- David Aeschimann, Konrad Lauber, Daniel Martin Moser, Jean-Paul Theurillat: Flora alpina. Haupt, Wien u. a. 2004, ISBN 3-258-06600-0 (3 Bände, Rezension – Ein Atlas sämtlicher 4500 Gefässpflanzen der Alpen).
- Fortschritte in der Floristik der Schweizer Flora (Gefässpflanzen). In: Botanica Helvetica. Band 109. Birkhäuser, ISSN 0253-1453, S. 229–252.[5]